# Иствуд, Элис
Э́лис И́ствуд (англ. Alice Eastwood, 19 января 1859, Торонто, Канада — 30 октября 1953, Сан-Франциско, Калифорния) — канадско-американский ботаник.

## Биография
Родилась 19 января 1859 года в Торонто, в семье Колина Скиннера Иствуда (англ. Colin Skinner Eastwood) и Элизы Джейн Гоуди Иствуд (англ. Eliza Jane Gowdey Eastwood). В 14 лет переехала вместе с семьёй в Соединённые Штаты Америки. С 20 до 30 лет работала учительницей в Денвере, Колорадо, одновременно занимаясь самообразованием в области ботаники.
В 1891 году она начала работать в гербарии Калифорнийской академии наук. В 1892 году Иствуд назначили на должность сокуратора ботаники Академии (должность куратора занимала Мэри Кэтрин Брандеджи). В 1894 году — после ухода Брандеджи с поста куратора — Иствуд стала куратором и заведующей отделения ботаники; на этом посту она пробыла до того, как уволилась в 1949 году.
Во время написания своих ранних работ по ботанике Иствуд совершила ряд экспедиций по сбору гербарного материала к границам района Биг-Сюр, который в конце XIX века фактически был рубежом (поскольку не было дорог, ведущих на центральное побережье ниже нагорья Кармель). В этих поездках она открыла несколько до сих пор неизвестных видов растений, включая иву Иствуд (Salix eastwoodiae) и лапчатку Хикмана (Potentilla hickmanii).
По воспоминаниям тех, кто лично знал Элис Иствуд, она была наделена «необычной энергией» и могла во время полевой работы в день пешком преодолеть расстояние в 20 миль (а на лошади — все 40). Обладая крепким телосложением, она во время походов не уступала мужчинам. Поскольку юные годы Иствуд прошли в бедности, она привыкла жить скромно, хотя уже в зрелом возрасте значительно улучшила своё материальное положение за счёт успешных вложений в недвижимость.
Драматические дни Элис Иствуд пришлось пережить весной 1906 года. Вечером 17 апреля она, любитель классической музыки, слушала в сан-францисском оперном театре пение Энрико Карузо, исполнявшего партию дона Хозе в опере «Кармен» Жоржа Бизе. А на следующий день, 18 апреля, грянуло катастрофическое землетрясение 1906 года в Сан-Франциско. Придя в себя, Иствуд поспешила к зданию Академии и с трудом поднялась по полуразрушенной винтовой лестнице на шестой этаж, где хранилась гербарная коллекция Академии. Ценой огромных усилий ей удалось спасти часть коллекции — 1497 образцов растений (в том числе 1211 незаменимых); остальная (бо́льшая) часть коллекции погибла в огне.
После землетрясения — до того, как Академия построила новое здание — Иствуд изучала гербарии в Европе и Америке, включая гербарии Гарвардского университета, Нью-Йоркского ботанического сада, Британского музея и Королевских ботанических садов Кью. В 1912 году Иствуд вернулась на должность куратора гербария и в последующие годы восстановила потерянную часть коллекции. Она побывала в многочисленных поездках по сбору материала по западной части США, включая Аляску, Аризону, Юту и Айдахо. Сохраняя один вариант каждой коллекции для Академии и обмениваясь дубликатами с другими институтами, Иствуд собрала коллекцию, которая к 1942 году насчитывала треть миллиона образцов.
Иствуд в течение своей карьеры опубликовала более 310 научных статей. Она была редактором журнала Zoe и помощником редактора журнала Erythea до землетрясения 1906 года, а позднее совместно с Джоном Томасом Хауэллом основала журнал Записки Западной Ботаники (1932—1966). В 1890-е годы Иствуд в течение нескольких лет была директором Калифорнического Ботанического Клуба в Сан-Франциско. С 1892 года Иствуд официально состояла в Калифорнийской академии наук, а в 1942 году ей было присвоено звание почётного члена Академии.
Умерла Иствуд в Сан-Франциско 30 октября 1953 года.
В честь Элис Иствуд названы восемь видов растений. Её имя увековечено ещё и в видовом названии красивых, но ядовитых грибов родом из западной части Северной Америки — Boletus eastwoodiae, которые она собрала.